# Red Bank (Tennessee)
Red Bank is een plaats (city) in de Amerikaanse staat Tennessee, en valt bestuurlijk gezien onder Hamilton County.

## Demografie
Bij de volkstelling in 2000 werd het aantal inwoners vastgesteld op 12.418.
In 2006 is het aantal inwoners door het United States Census Bureau geschat op 11.632, een daling van 786 (-6,3%).

## Geografie
Volgens het United States Census Bureau beslaat de plaats een oppervlakte van
16,7 km², geheel bestaande uit land.

## Plaatsen in de nabije omgeving
De onderstaande figuur toont nabijgelegen plaatsen in een straal van 12 km rond Red Bank.
Red Bank heeft een High-School genaamd 'Red Bank High School'. Ook is daar de sport American Football aanwezig. In 2000 maakte het team genaamd de 'Red Bank Lions' onder leiding van Tom Weathers een perfect seizoen en won de play-offs en daarmee bereikte ze de status van state champion (staatskampioen) maar terwijl de coach hun daarnaartoe leidde was aan het begin van het seizoen zijn vrouw overleden. vervolgens is het American Football veld naar Tom Weathers vernoemd.